# Confidencialidade
Confidencialidade é a propriedade da informação pela que não estará disponível ou divulgada a indivíduos, entidades ou processos sem autorização. Em outras palavras, confidencialidade é a garantia do resguardo das informações dadas pessoalmente em confiança e proteção contra a sua revelação não autorizada.
Confidencialidade foi definida pela Organização Internacional de Normalização (ISO) na norma ISO/IEC 17799 como "garantir que a informação seja acessível apenas àqueles autorizados a ter acesso", e é uma pedra angular da segurança da informação. A confidencialidade é uma das metas do projeto para muitos sistemas de criptografia, tornada possível graças à prática de técnicas de criptografia moderna.
A confidencialidade também se refere a um princípio ético associado com várias profissões (por exemplo, medicina, direito, religião, psicologia, profissionais de jornalismo), neste caso, falamos de confidencialidade. Na ética, e (em alguns lugares) em Direito, em especial nos juízos e outras formas de resolução de litígios, como a mediação, alguns tipos de comunicação entre uma pessoa e um desses profissionais são "privilegiados" e não podem ser discutidos ou divulgada a terceiros. Nas jurisdições em que a lei prevê a confidencialidade, geralmente há sanções em caso de sua violação.
O sigilo das informações, imposta a uma adaptação do clássico princípio militar "know-how", é a pedra angular da segurança da informação nas empresas de hoje. A chamada "bolha da privacidade" restringe o fluxo de informações, com positivas e negativas consequências.

## Confidencialidade na Informática
A confidencialidade é compreendida no domínio da segurança informática como a proteção de dados e informações trocadas entre um emissor e um ou mais destinatários contra terceiros. Isto deve ser feito independentemente da segurança do sistema de comunicação utilizado: de fato, uma questão de grande interesse é o problema de garantir o sigilo de comunicação utilizado quando o sistema é inerentemente inseguro (como a Internet).
Em um sistema que garante a confidencialidade, caso um terceiro capture informações trocadas entre o remetente e o destinatário, não será capaz de extrair qualquer conteúdo inteligível.
Para garanti-la, utilizam-se mecanismos de criptografia e de ocultação de comunicação. Digitalmente podem manter a confidencialidade de um documento com o uso de chaves assimétricas. Os mecanismos de criptografia devem garantir a confidencialidade durante o tempo necessário para a descodificação da mensagem. Por esta razão, é necessário determinar quanto tempo a mensagem deve permanecer confidencial. Não existe nenhum mecanismo de segurança absolutamente seguro.